# 엘리엇 마이너

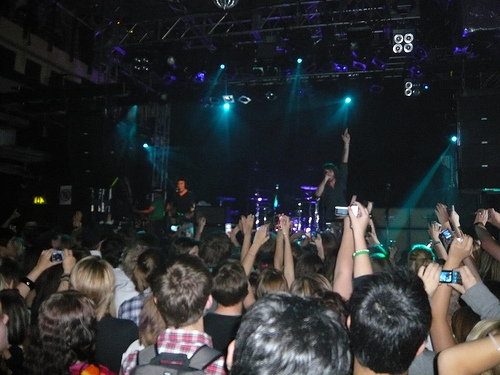

엘리엇 마이너 (Elliot Minor, 원래는 The Academy)는 영국 요크에서 결성된 팝 록 밴드로 고전 음악의 영향을 받은 음악이 특징이다. 현재 알렉스 데이비스(Alex Davies, 리드 보컬 및 기타), 에드 민톤(Ed Minton, 보컬 및 기타), 단 헤더톤(Dan Hetherton, 드럼), 에드 헤더톤(Ed Hetherton, 베이스), 알리 폴(Ali Paul, 키보드) 이렇게 다섯으로 이루어져 있다.